# أبيليو
أبيليو (باللاتينية: Abellio) إله الأشجار في ديانة الغال القديمة، وبالتحديد في جنوب وغرب فرنسا. ارتبط اسمه بصفة خاصة مع أشجار التفاح.